# Peugeot Bipper
Peugeot Bipper — малотоннажный грузовой автомобиль, выпускаемый французской компанией Peugeot с мая 2008 года.

## Описание
Автомобиль Peugeot Bipper является лицензионным клоном Fiat Fiorino. Он производится при сотрудничестве компаний Fiat, PSA Peugeot Citroen и TOFAŞ. Также были представлены внедорожник Citroën Nemo MultiSpace и минивэн Peugeot Bipper Tepee.
В апреле 2010 года, во время лосиного теста, автомобиль опрокинулся. В связи с этим, была добавлена электронная система контроля устойчивости автомобиля.
В 2016 году автомобиль прошёл рестайлинг.

## Двигатели

### Бензиновые
| Двигатель     | Объём (см3) | Мощность (л. с. (кВт)) при об/мин | Крутящий момент [Н*м] при об/мин | Расположение цилиндров | Клапаны | Разгон до 100 км/ч | Максимальная скорость | Расход топлива (л/100 км) | Годы производства |
| ------------- | ----------- | --------------------------------- | -------------------------------- | ---------------------- | ------- | ------------------ | --------------------- | ------------------------- | ----------------- |
| 1.4 8V TU3 JP | 1360        | 73 (54)/5200                      | 118/2600                         | Р4                     | 8       | 16,2               | 157                   | 6,9                       | 2008—2016         |

### Дизельные
| Двигатель      | Объём (см3) | Мощность (л. с. (кВт)) при об/мин | Крутящий момент [Н*м] при об/мин | Расположение цилиндров | Клапаны | Разгон до 100 км/ч | Максимальная скорость | Расход топлива (л/100 км) | Годы производства |
| -------------- | ----------- | --------------------------------- | -------------------------------- | ---------------------- | ------- | ------------------ | --------------------- | ------------------------- | ----------------- |
| 1.4 HDi DV4 TD | 1398        | 68 (50)/4000                      | 160/1750                         | Р4                     | 8       | 16,5               | 152                   | 4,5                       | 2008—2010         |
| 1.3 HDi FAP    | 1248        | 75 (55)/4000                      | 190/1750                         | Р4                     | 16      | 16,5               | 155                   | 4,5                       | с 2010            |

## Галерея

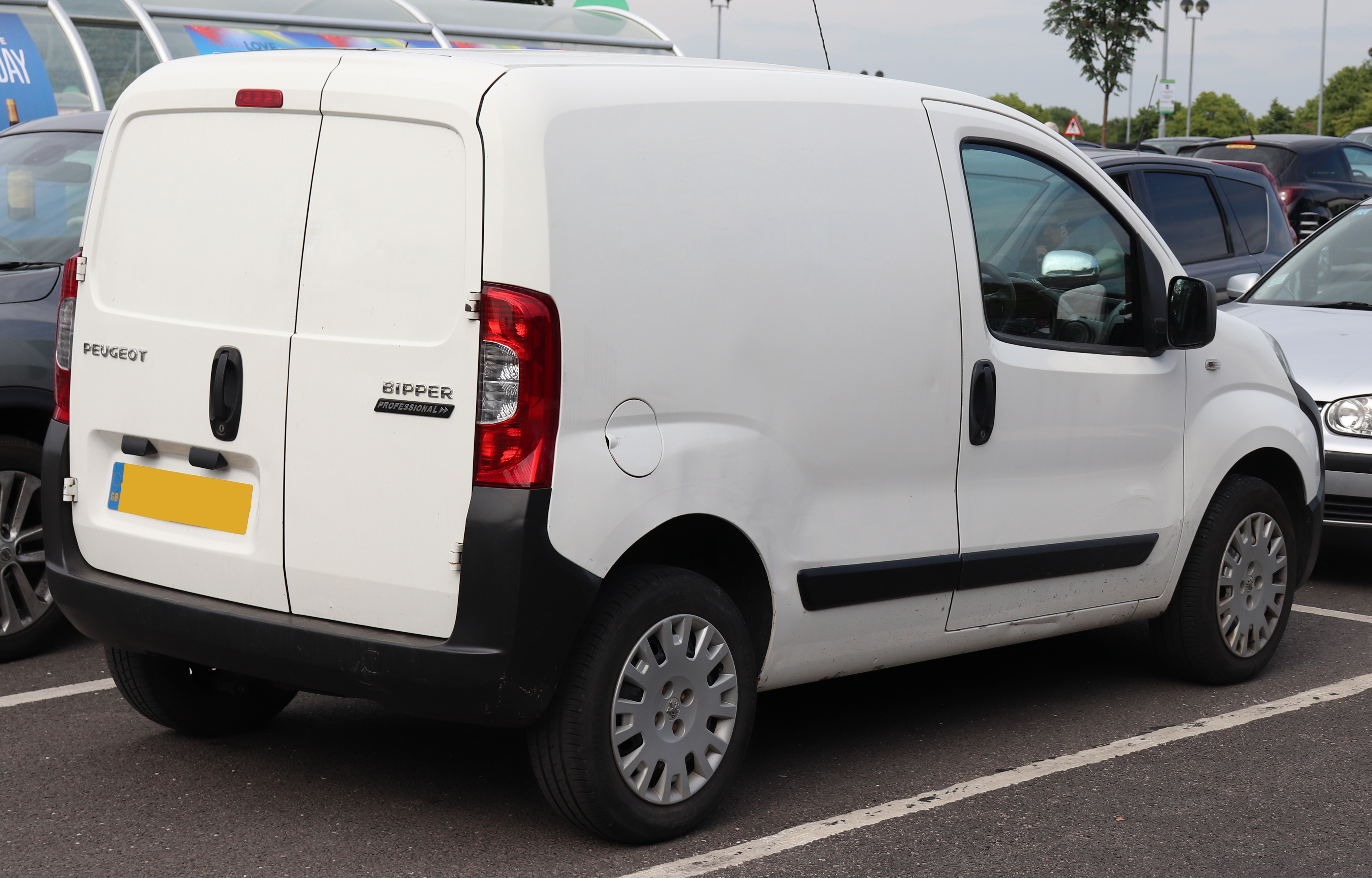
Вид сзади
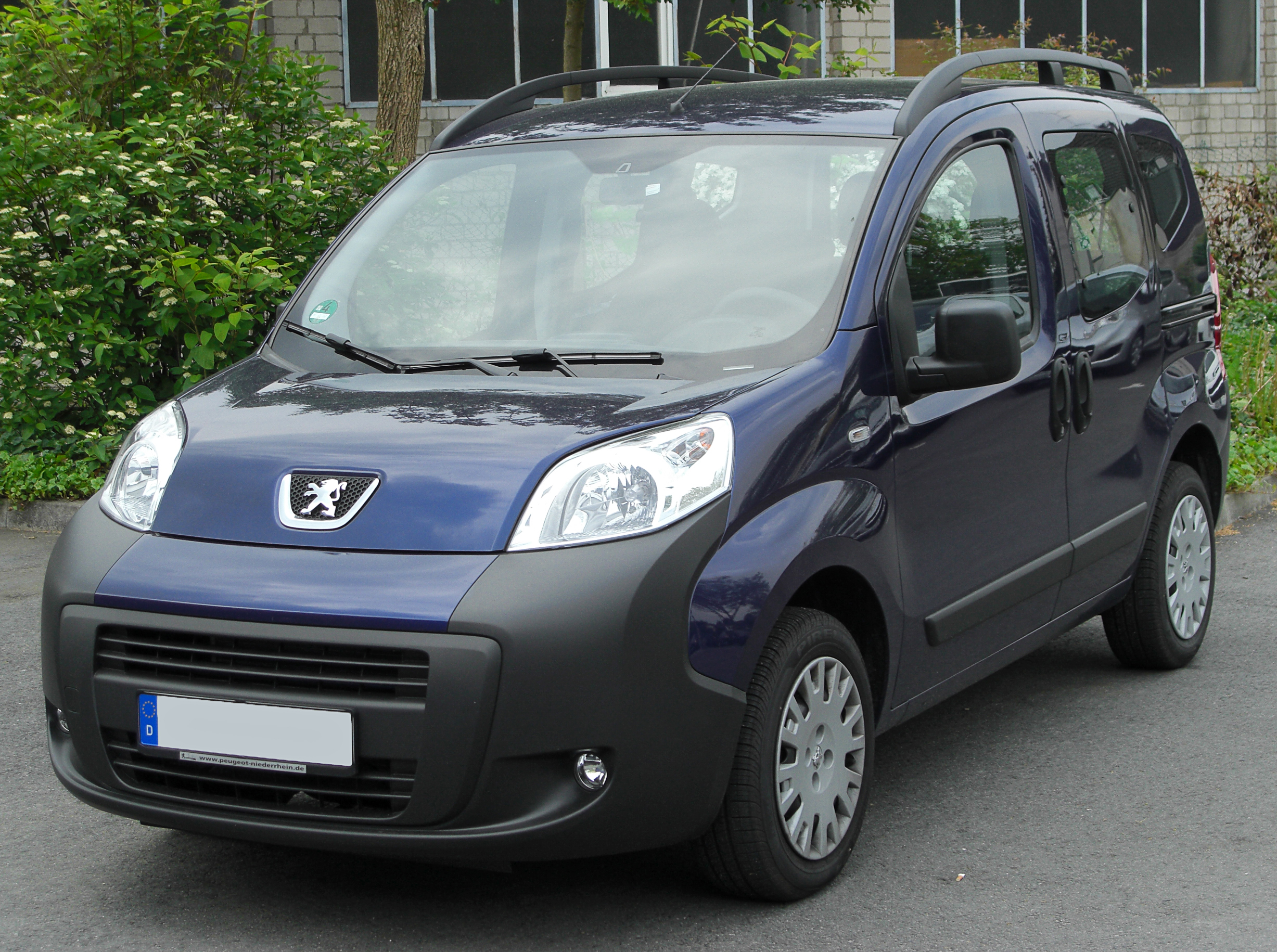
Peugeot Bipper Tepee
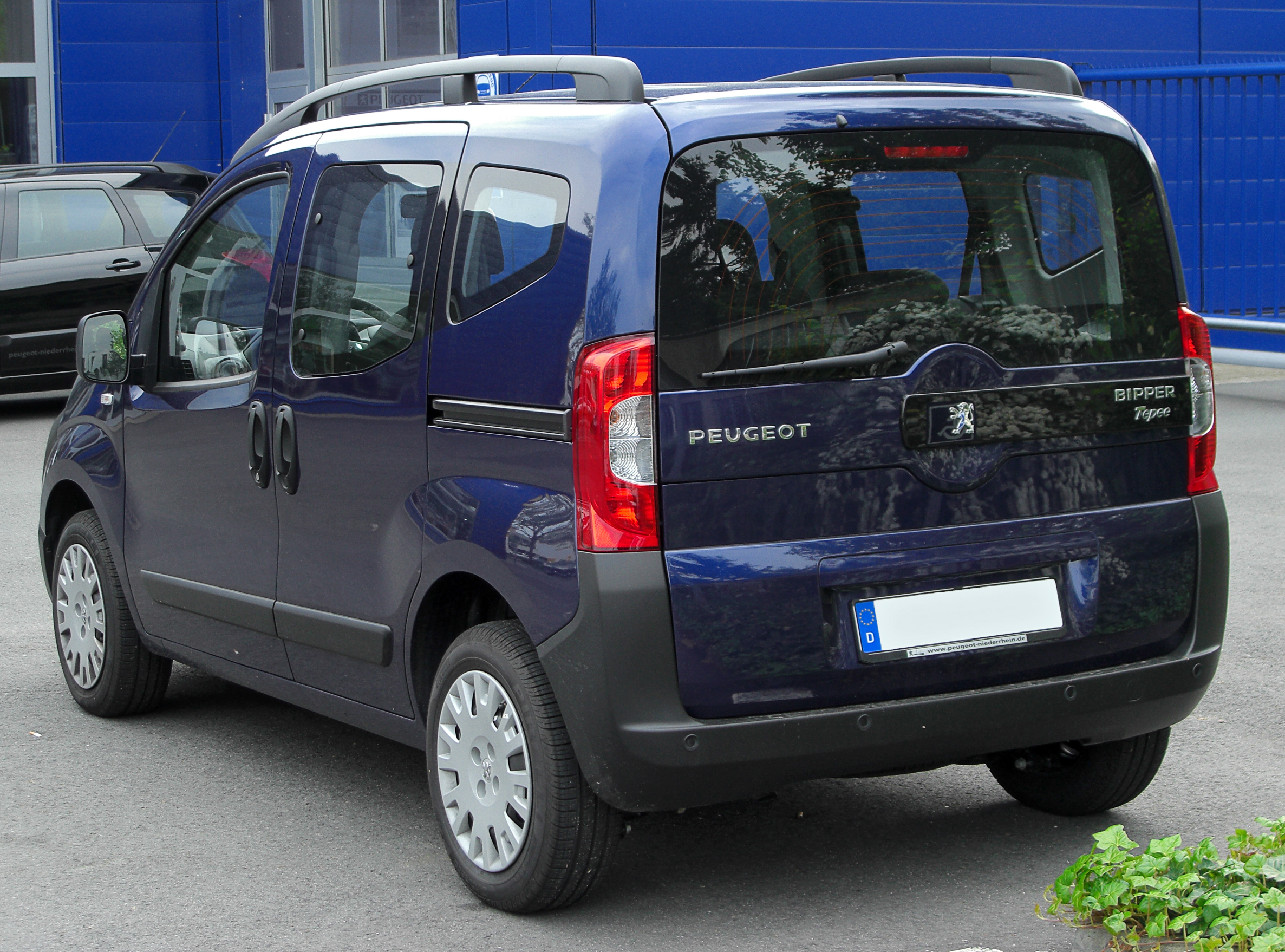
Peugeot Bipper Tepee